# Otacílio Pedro Ramos
Otacílio Pedro Ramos (Joinville, 24 de fevereiro de 1928 – Florianópolis, 7 de outubro de 2010) foi um político brasileiro.

## Vida
Filho de Hermílio Francisco Ramos e de Teresa dos Passos Ramos. Fez seus estudos primários e secundários nos estabelecimentos Abdon Batista e Colégio São Luís, em Jaraguá do Sul. Casou com Lucí Harnack Ramos, de quem houve descendência.
Antes de ingressar na carreira política, foi bancário, industrial, jogador de futebol, atuando como zagueiro no Clube Atlético Baependi na década de 50 e, posteriormente, árbitro de futebol, chegando a apitar a final do Campeonato Catarinense de 1961.

## Carreira
Vereador eleito em 15 de novembro de 1966, em Jaraguá do Sul, sendo presidente da câmara (1969-1970). Foi prefeito municipal de Jaraguá do Sul. Foi deputado na Assembleia Legislativa de Santa Catarina na 7ª legislatura (1971 — 1975), na 8ª legislatura (1975 — 1979), na 9ª legislatura (1979 — 1983), eleito pela Aliança Renovadora Nacional (ARENA), e na 10ª legislatura (1983 — 1987), eleito pelo Partido Democrático Social (PDS). Foi Conselheiro do Tribunal de Contas de Santa Catarina, Presidente deste Tribunal (1987 - 1988) e Vice-Presidente (1989-1990 e 1993-1994).